# Krødsherads kommun
Krødsherads kommun (norska: Krødsherad kommune) är en kommun i Buskerud fylke i Norge. Kommunens centralort är tätorten Noresund. 
Krødsherads kommun ligger runt den sydliga delen av insjön Krøderen i slutet av Hallingdalen. Den gränsar till kommunerna Ringerike, Flå, Sigdal och Modum. Kommunen ligger cirka 100 kilometer från Oslo och tack vare fjällmassivet Norefjell med Norefjell skisenter har turistnäringen blivit stor i kommunen.
De flesta invånarna i Krødsherads kommun bor i tätorterna Krøderen och Noresund.
Kommunen har tre kyrkobyggnader. Vid Noresund, i mitten av kommunen ligger Olbergs kyrka från 1859. Den ersatte en stavkyrka som stått på samma ställe tidigare. Senare blev Glesne kapell (1909) byggt i den södra delen av kommunen vid Krøderen och Veikåkers kapell (1934) i den norra delen av kommunen.

## Administrativ historik
Krødsherads kommun upprättades den 1 januari 1901 genom utbrytning ur Sigdals kommun. Kommunen hade 2 269 invånare vid upprättandet.
Den 1 januari 1964 överfördes ett bebott område (Brekkebygda–Havikskogen-området med 42 invånare) från Krødsherads kommun till den då nybildade Ringerike kommun.

## Tätorter
I Krødsherads kommun finns två tätorter:
- Krøderen
- Noresund (centralort)

## Socknar
Inom Norska kyrkan motsvaras Krødsherads kommun av Krødsherads socken i Eikers prosteri i Tunsbergs stift.

## Bilder

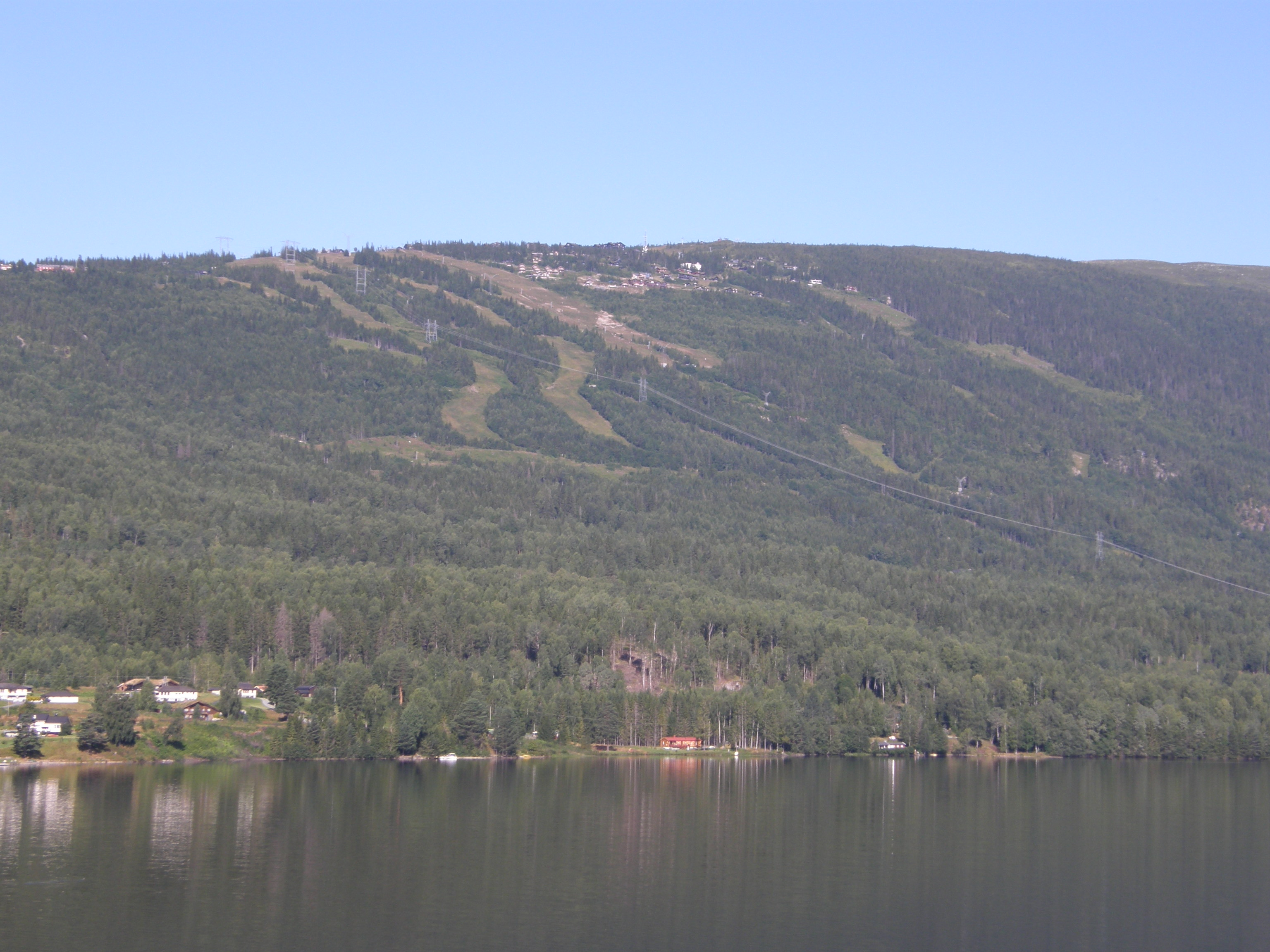
Skidbackar på Norefjell.
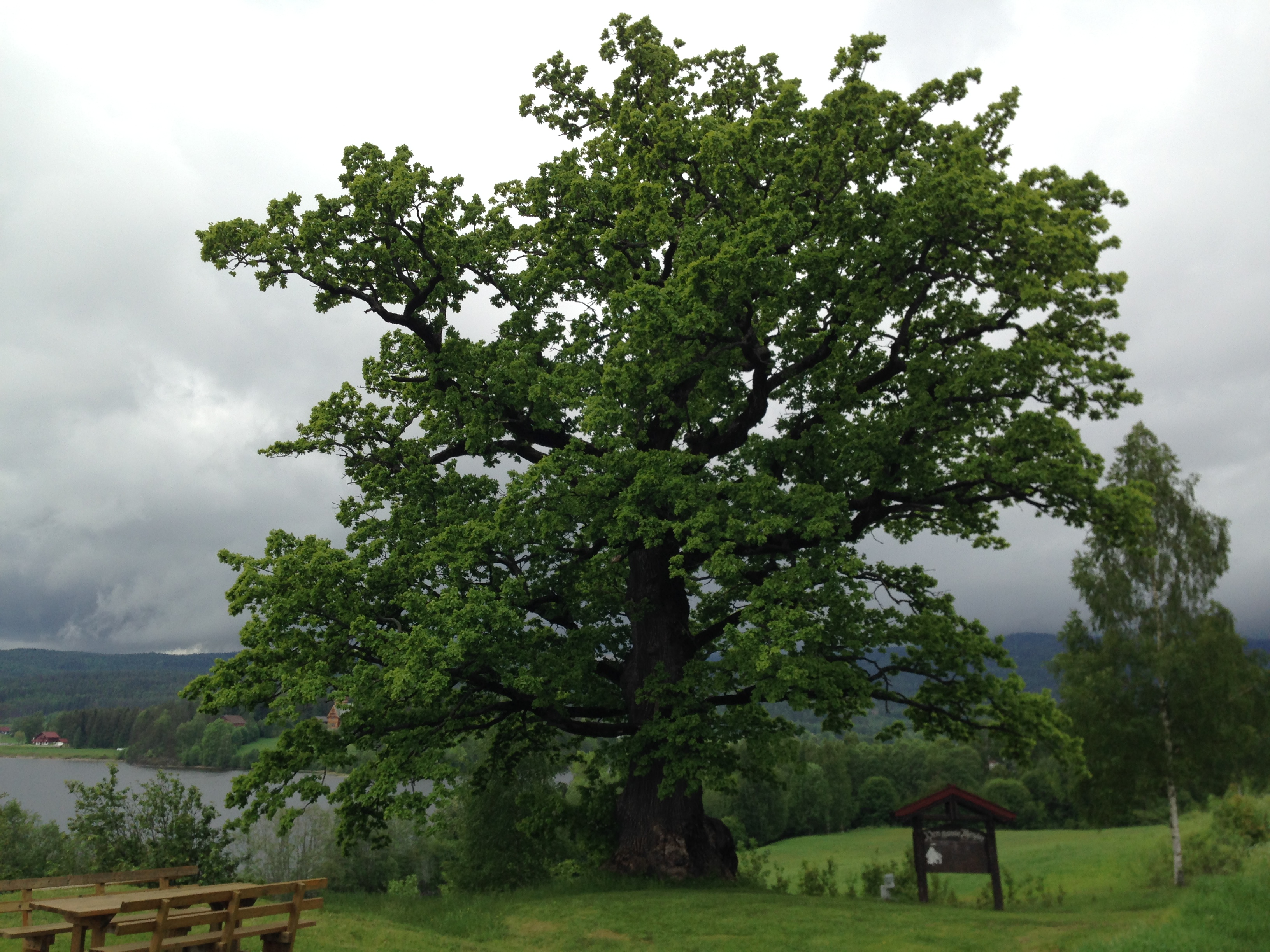
"Den gamle mester" är en  ek som blev skyddat som naturminne år 1914. Det var här den norske biskopen och diktaren Jørgen Moe satt och filosoferade.
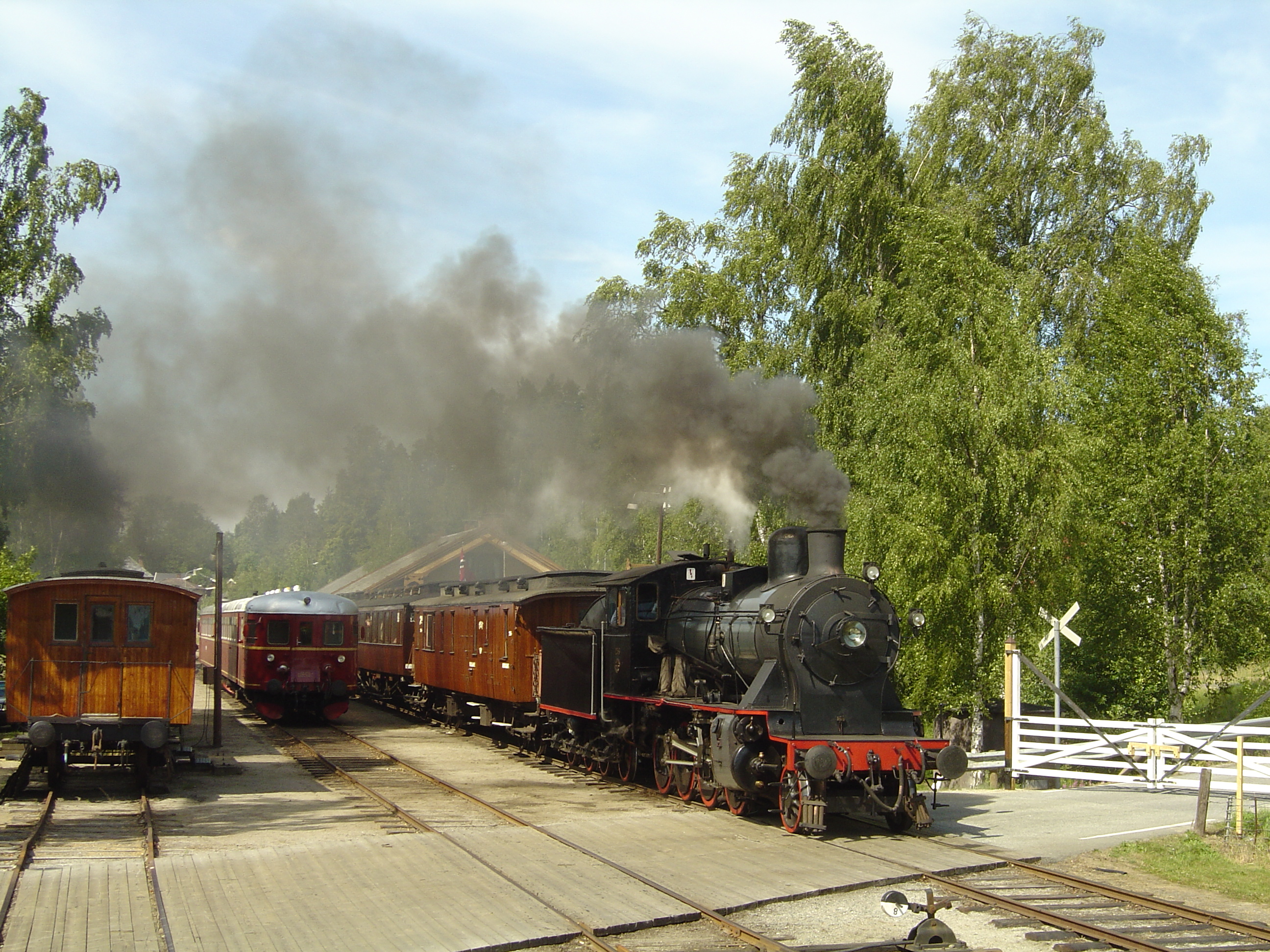
Museitåg på Krøderbanan vid stationen i Krøderen.